# Ocholissa laticeps
Ocholissa laticeps là một loài bọ cánh cứng trong họ Salpingidae. Loài này được Grouvelle miêu tả khoa học năm 1908.